# Векерешть (Димбовіца)
Векерешть, Векерешті (рум. Văcărești) — село у повіті Димбовіца в Румунії. Адміністративний центр комуни Векерешть.
Село розташоване на відстані 67 км на північний захід від Бухареста, 7 км на південь від Тирговіште, 145 км на північний схід від Крайови, 89 км на південь від Брашова.

## Населення
За даними перепису населення 2002 року у селі проживали 3045 осіб. Рідною мовою 3041 особа (99,9%) назвала румунську.
Національний склад населення села:
| Національність | Кількість осіб | Відсоток |
| -------------- | -------------- | -------- |
| румуни         | 3024           | 99,3%    |
| цигани         | 17             | 0,6%     |